# دهستان سرآب (سنقر)
دهستان سرآب نام دهستانی در بخش مرکزی شهرستان سنقر، استان کرمانشاه در ایران است. براساس سرشماری مرکز آمار ایران در سال ۱۳۸۵، جمعیت آن ۵۹۲۶ نفر (۱۴۲۸ خانوار) بوده‌است.